# Trabelsdorfer Hof
Trabelsdorfer Hof (früher auch Barbarahöhe genannt) ist ein Gemeindeteil von Lisberg im oberfränkischen Landkreis Bamberg in Bayern. Die Einöde ist ein landwirtschaftlicher Aussiedlerhof nordöstlich von Trabelsdorf mit sechs Einwohnern.

## Geschichte
Dieser Aussiedlerhof ist der Nachfolger des Bauernhofs inmitten des Dorfes innerhalb des ehemaligen Schlossgutes. Verkehrstechnisch zu beengt, entschloss sich Mitte der 1960er-Jahre die seit etwa 1900 dort ansässige Familie, außerhalb des Ortes ein neues Quartier zu errichten. Ob die frühere Benennung Barbarahöhe wirklich von der Ehefrau des Eigentümers abgeleitet wurde, wie die Ortsüberlieferung meint, bleibt dahingestellt. Trabelsdorfer Hof ist kein amtlich benannter Ortsteil von Lisberg.

## Geografie
Nachbarorte sind im Norden Stückbrunn, im Nordosten Weiher (beide Gemeinde Viereth-Trunstadt), im Südosten Triefenbach, im Süden Trabelsdorf (beide Gemeinde Lisberg) und im Osten Priesendorf. 